# Golbachiella hilaris
Golbachiella hilaris är en stekelart som beskrevs av Henry Keith Townes, Jr. 1970. Golbachiella hilaris ingår i släktet Golbachiella och familjen brokparasitsteklar. Inga underarter finns listade i Catalogue of Life.